# Dasylophus
Genre
Le genre Dasylophus comprend, selon les auteurs, 1 ou 2 espèces de Malcohas, oiseaux de la famille des Cuculidae. Elles sont parfois classées dans les genres Phaenicophaeus ou Lepidogrammus.

## Liste des espèces
D'après la classification de référence (version 2.2, 2009) du Congrès ornithologique international (ordre phylogénique) :
- Dasylophus superciliosus – Malcoha à sourcils rouges
- Dasylophus cumingi – Malcoha frisé